# Nolo a caldo
Il nolo a caldo è un contratto tra due soggetti, pubblici o privati, che prevede non solo il noleggio di un'attrezzatura, ma anche del personale adatto al suo utilizzo (per esempio in un cantiere: gru e gruista).